# Mygalobas ferrugineus
Mygalobas ferrugineus là một loài bọ cánh cứng trong họ Cerambycidae.